# Danny Schayes
Daniel Leslie Schayes, detto Danny (Syracuse, 10 maggio 1959), è un ex cestista statunitense, professionista nella NBA.
È il figlio di Dolph Schayes e il marito di Wendy Lucero.

## Carriera
Venne selezionato dagli Utah Jazz al primo giro del Draft NBA 1981 (13ª scelta assoluta).